# Арпа-Тектир (Чуйская область)
Арпа-Тектир (кирг. Арпа-Тектир) — село в Чуйском районе Чуйской области Кыргызстана. Входит в состав Кегетинского айылного аймака.

## География
Село расположено в центральной части области, на правом берегу реки Кегаты, на расстоянии приблизительно 21 километра (по прямой) к юго-западу от города Токмак, административного центра района. Абсолютная высота — 1613 метров над уровнем моря.

## Население
Согласно оценочным данным Национального статистического комитета Кыргызской Республики, численность населения села на начало 2023 года составляла 574 человека.
| год     | 2009 | 2014 | 2015 | 2020 | 2021 | 2023 |
| ------- | ---- | ---- | ---- | ---- | ---- | ---- |
| человек | 411  | 632  | 651  | 682  | 843  | 574  |